# ЛГБТ
ЛГБТ (англ. LGBT) — акронім для позначення лесбійок (Lesbian), геїв (Gay), бісексуалів (Bisexual) і трансгендерів (Transgender). Термін використовується з 90-х років XX століття і є адаптацією абревіатури «ЛГБ», яка в період середини-кінця 80-х років стала заміняти абревіатуру «ЛГБТ», щодо якого існувала думка, що абревіатура не представляє всіх, хто належить до сексуальних меншин.
Термін «ЛГБТ» покликаний підкреслити різноманітність «сексуальності та гендерної ідентичності на основі культури» і використовується для позначення гомосексуальних, бісексуальних і трансгендерних людей.
Цей акронім може стосуватися будь-кого, хто не є гетеросексуалом або цисгендером, а не виключно людям, які є лесбійками, геями, бісексуалами чи трансгендерами. Щоб визнати це включення, існує популярний варіант ЛГБТК (англ. LGBTQ), де додається літера К (англ. Q) для тих, хто ідентифікується як квір або ставить під сумнів свою сексуальну чи ґендерну ідентичність. Ті, хто додає інтерсексуальних людей до ЛГБТ-груп чи організації, можуть використовувати розширений акронім ЛГБТІ (англ. LGBTI). Ці два акроніми іноді поєднуються, утворюючи терміни ЛГБТІК (англ. LGBTIQ) або ЛГБТ+ (англ. LGBT+) для охоплення спектрів сексуальності та статі. Існують також інші, менш поширені варіанти, такі як ЛГБТКІА+ (англ. LGBTQIA+), з A, що означає «асексуальність» або «аромантичність». Більш довгі абревіатури, деякі з яких перевищують ЛГБТ удвічі, викликали критику за їх довжину, і натяк на те, що абревіатура стосується взагалі окремої спільноти.
Абревіатура ЛГБТ була прийнята як самоназва людей, які об'єднуються на основі їхньої сексуальної орієнтації та гендерної ідентичності, більшістю громадських організацій та ЗМІ в Сполучених Штатах Америки та деяких інших англомовних країнах, а пізніше в більшості країн світу.

## Історія
До 1960-х років в англійській мові не існувало терміну, який би позначав людей, чия орієнтація відрізняється від гетеросексуальної і при цьому не носив негативного забарвлення. Найбільш нейтральний термін — третя стать (англ. third gender) був запропонований в 1860-х роках, але так і не прижився.
Першим широко використовуваним став термін гомосексуал (англ. homosexual). Проте вважалося, що він носить негативний відтінок і, як правило, замінювався: у 1950-1960-х роках на гомофіл, а потім у 1970-х роках — на гей (англ. gay). У 1970-х роках перед багатьма лесбійками питання рівності стояло на першому місці. Гендерні стереотипи вони розглядали, як патріархальний пережиток. Лесбійки-феміністки уникали рольових моделей, які були широко поширені в гей-барах. Із збільшенням активності феміністського руху стала частіше вживатися фраза «геї та лесбійки». Пізніше до них примкнули трансгендери і бісексуали.
Наприкінці 1970-х — початку 1980-х років, після того, як пройшла ейфорія від Стоунволських бунтів, відбулася зміна в сприйнятті. Багато геїв та лесбійок перестали сприймати бісексуалів і трансгендерів, як рівних членів ЛГБТ-спільноти.
Лише в 1990-х роках бісексуали і трансгендери остаточно утворили єдину спільноту з геями і лесбійками. Приблизно з цього періоду терміном, що позначає спільноту, стала абревіатура ЛГБТ.

## Варіанти

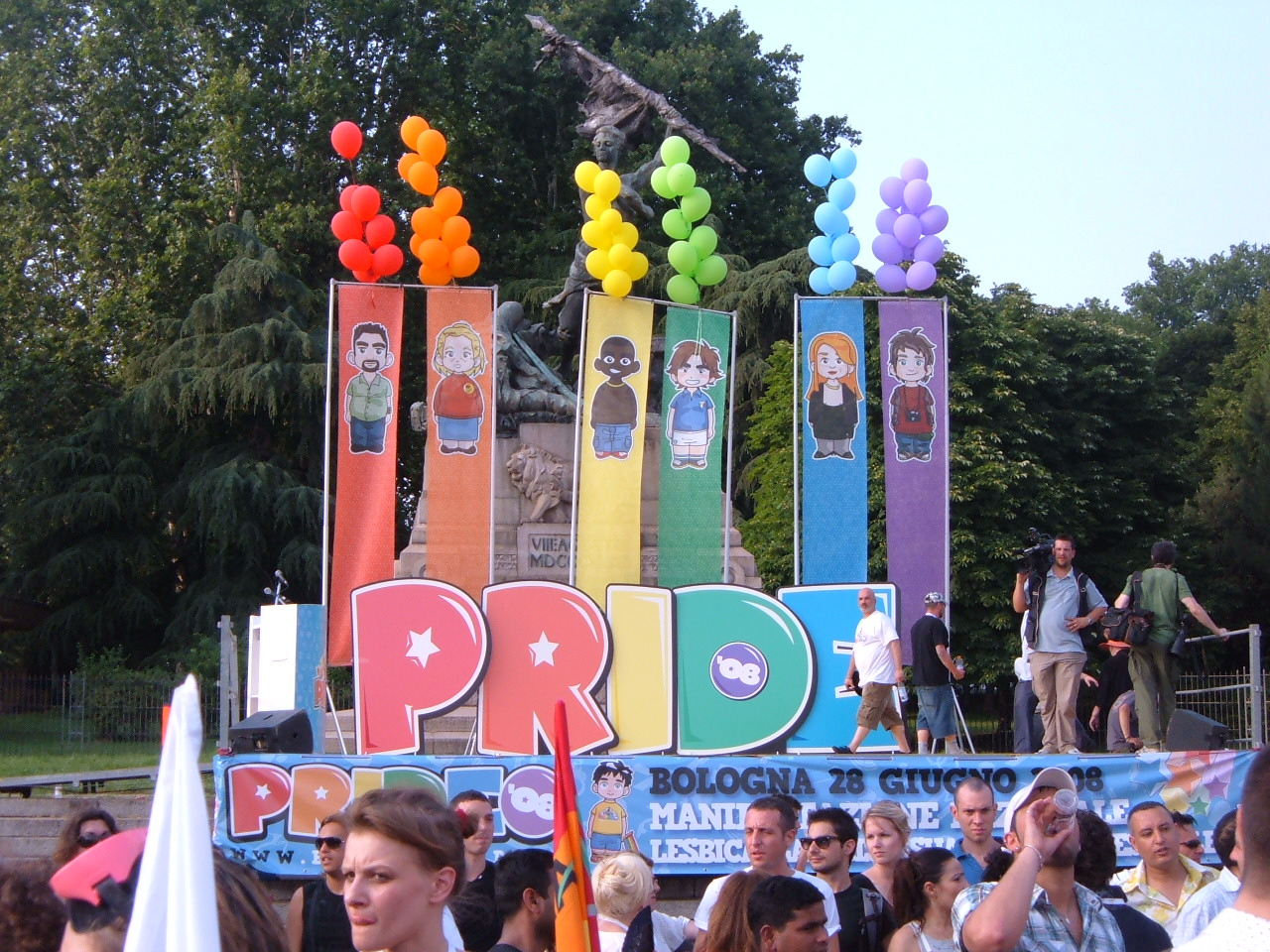
Гей-парад у Болоньї, 2008 рік

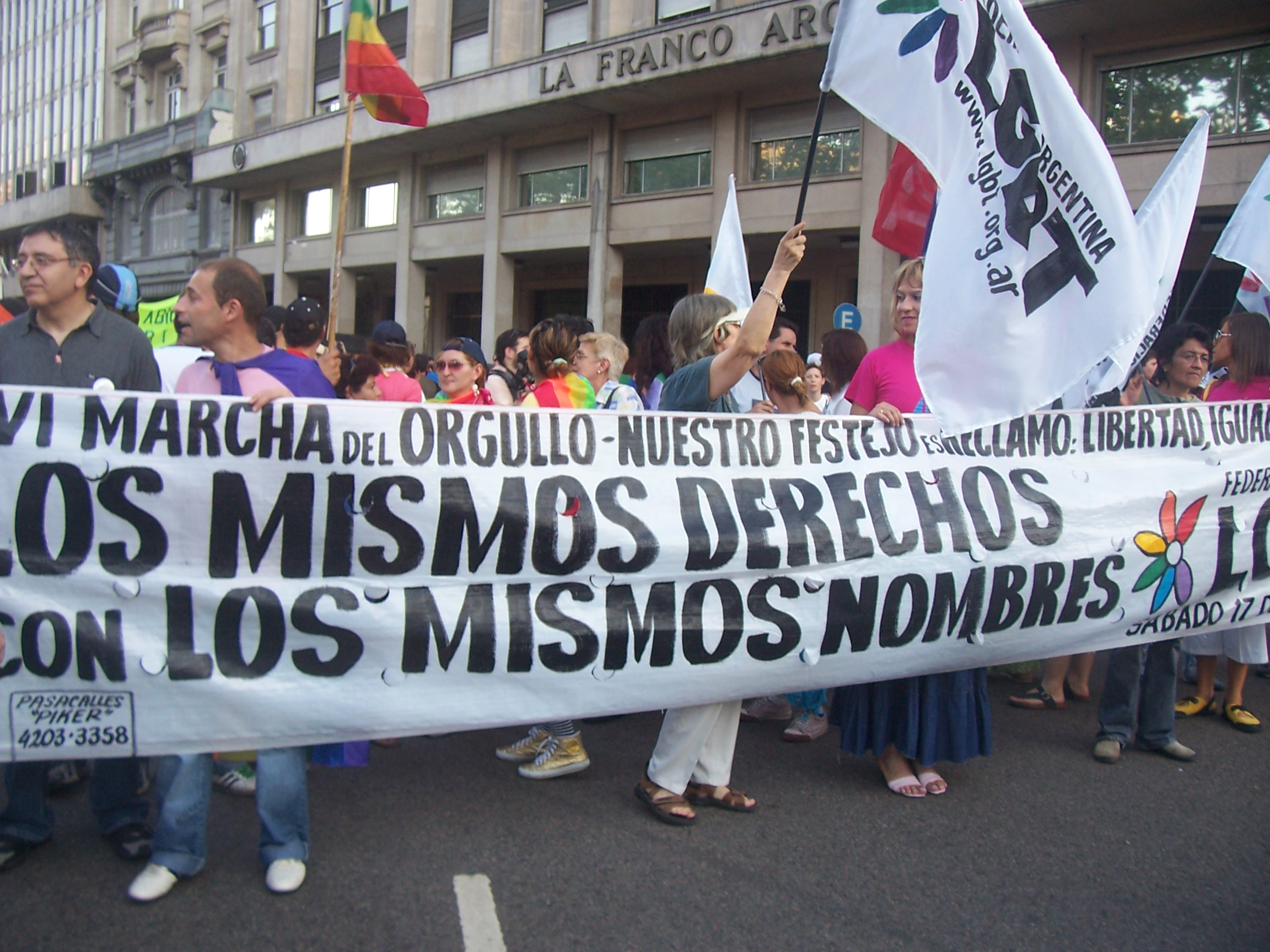
Аргентинська федерація ЛГБТ — організатор гей-параду в Буенос-Айресі

Існують різні варіанти абревіатури ЛГБТ. Найбільш часто зустрічається зміна букв (LGBT) і (GLBT). Незважаючи на ідентичність, варіант ЛГБТ може мати більш феміністичний відтінок, оскільки ставить на перше місце букву Л, що позначає лесбійок. Якщо в спільноті не включені трансгендери, може вживається назва ЛГБ (LGB). Крім цього, в назву ЛГБТ можуть додаватися додаткові літери, наприклад ЛГБТК (LGBTQ), буква К позначає представників квір-культури (англ. Q - queer). Також можливий варіант LGBTQQ. У цьому випадку остання літера позначає визначився (англ. Q - questioning), у зв'язку з цим наприкінці часто ставиться знак питання — LGBTQ?
Серед додаткових букв абревіатури LGBT можуть бути «U» (від англ. unsure — невпевнений), «C» (від англ. curious (bi-curious) — експериментує), «I» (від англ. intersexual — інтерсекс), додаткова «T» (від англ. transgender — трансгендер), «TS» або «2» (від англ. Two-Spirit — термін, що позначає дводухий), «A» або «SA» (від англ. straight ally — цисгендерний гетеросексуальний союзник), додаткова «А» (від англ. asexual — асексуал). Також можуть бути присутні букви «P» (від англ. pansexual — пансексуал), «H» (англ. HIV-affected — ВІЛ-позитивний) і «O» (від англ. others — інші).
Попри те, що кількість і порядок букв в абревіатурі не закріплений і кожен його вказує так, як йому подобається, найчастіше більшість представників ЛГБТ-спільноти «вкладається» в перші чотири літери. Так пансексуалів і квір об'єднують під терміном бісексуали, а інтерсексуалів нерідко об'єднують з трансгендерами.
Серед афроамериканців існує термін «SGL» (абр. від англ. Same Gender Loving — люблячий свою стать), який використовується з метою дистанціювання від домінування «білого» ЛГБТ-спільноти. Термін «МСМ» (абр. від англ. Men who have Sex with Men — чоловіки, які практикують секс із чоловіками) використовується для позначення чоловіків, постійно або періодично мають сексуальні контакти з іншими чоловіками, без відносно їх сексуальної орієнтації.
В 2000-х були зроблені спроби об'єднати різновиди сексуальної орієнтації та гендерної ідентичності під один єдиний «зонтичний» термін. У журналі Anything That Moves вперше була використана абревіатура FABGLITTER (Fetish, Allies, Bisexual, Gay, Lesbian, Intersexed, Transgender, Transsexual Engendering Revolution) Термін буквально можна перекласти, як «транссексуальність гендерна революція фетишистів, союзників, бісексуалів, геїв, лесбійок, інтерсексуалів і трансгендерів». Попри спробу, термін так і не знайшов загального визнання.
Інший акронім який також не знайшов популярність — QUILTBAG (Queer / Questioning, Undecided, Intersex, Lesbian, Trans, Bisexual, Asexual, Gay).
Іноді можна зустріти абревіатуру 'LGBTetc' (ЛГБТітд), яка використовується для укороченого позначення всіх представників ЛГБТ-спільноти.

## Критика

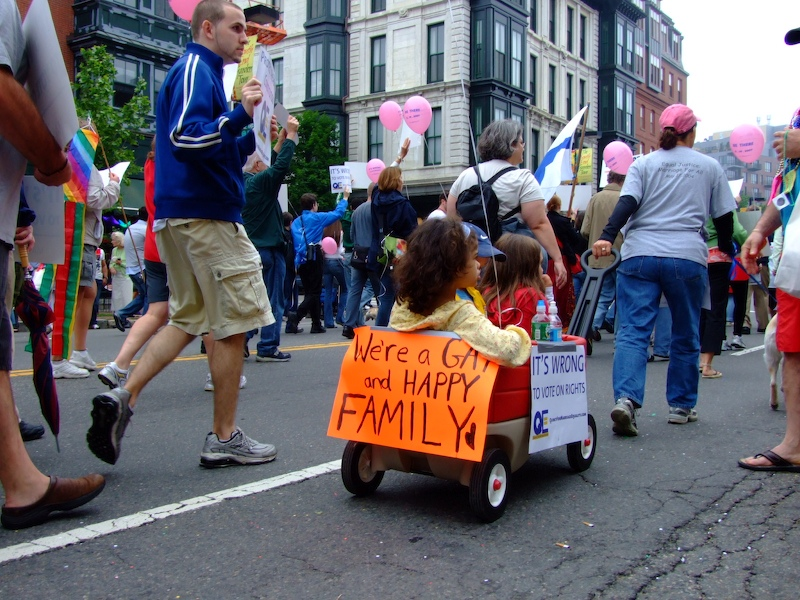
ЛГБТ-сім'ї на гей-параді

Не всі згодні з використанням терміна ЛГБТ. Так, наприклад, деякі вважають, що трансгендери докорінно відрізняються від геїв, лесбійок і бісексуалів і не повинні об'єднуватися під одним терміном. Прихильники цієї ідеї вважають, що сексуальна орієнтація не може бути прирівняна до гендерної ідентичності. Як наслідок, подібне порівняння може негативно позначитися на цілях, які ставлять перед собою борці за рівні права. Крім того, дехто з інтерсексуалів хочуть бути включеними в ЛГБТ-спільноту, в той час, як інші вважають, що в терміні ЛГБТ їм немає місця.
Протилежна позиція, відома як гей-сепаратизм, полягає в тому, що геї та лесбійки мають утворити окрему від всіх інших спільноту. Хоча прояви гей-сепаратизму досить рідкісні, іноді деякими представниками ЛГБТ-спільноти висловлюються припущення про те, що «не моносексуальні» орієнтації та трансгендерність повинні бути виключені з процесу боротьби за рівні права. Гей-сепаратисти мають потужних супротивників, наприклад гей-активіст Пітер Тетчелл заявив, що відділення трансгендерів від ЛГБТ-спільноти є «політичним безумством».
Багато людей шукали «парасольковий» термін для заміни наявних численних скорочень. Для цих цілей були спроби використовувати такі слова, як квір і веселка. Однак вони не набули широкого поширення. Слово «квір» в англійській мові має багато негативних конотацій для людей старшого віку, які пам'ятають часи, що передували Стоунволлскім бунтів, коли слово queer виражало насмішку і образу. Термін «квір» з негативним забарвленням використовується в англійській мові дотепер. Багато молодих людей порахували, що термін квір має більш політизоване забарвлення, ніж ЛГБТ. Слово ж «веселка» в першу чергу асоціюється з хіпі.
Багатьом геям і лесбійкам також не подобається розпливчастий термін «ЛГБТ-спільнота». Деякі з них не поділяють політичної солідарності, вважаючи, що вони створюють лише видимість боротьби за права. Вони також не беруть участь в таких заходах, як гей-паради. Деякі з них вважають, що об'єднання людей з «негетеросексуальною» орієнтацією увічнює міф про те, що геї та лесбійки відрізняються від інших гетеросексуальних людей. Ці люди найчастіше менш помітні в порівнянні з більш поширеними гей- або ЛГБТ-активістами.